# فرخ‌خان غفاری
فرخ‌خان غفاری (۱۸۱۲ م. / ۱۲۲۹ ه‍.ق – ۵ مه ۱۸۷۱ / ۱۸ صفر ۱۲۸۸) که با نام امین‌الدوله هم شناخته می‌شود، مقام عالی‌رتبهٔ ایرانی از خانوادهٔ غفاری بود. او بین سال‌های ۱۸۵۵ تا ۱۸۵۷ به‌عنوان فرستادهٔ ایران به دربار فرانسه در پاریس خدمت کرد و در امضای معاهده پاریس نقش داشت و بدین ترتیب به جنگ شکست‌خورده ایران و انگلستان پایان داد و ارتش ایران را از هرات خارج کرد.
فرخ‌خان کار خود را در دربار به‌عنوان پیش‌خدمت مخصوص فتحعلی‌شاه آغاز کرد. در سال ۱۸۳۳ به دستور ولیعهد عباس میرزا در محاصره هرات شرکت کرد و بعداً قیام‌های استان مازندران، اصفهان و گیلان را سرکوب نمود. او اقدامات ارتش ایران طی محاصرهٔ سال ۱۸۳۸ هرات را به‌صورت مکتوب ثبت کرد و در سال ۱۸۵۰ به‌عنوان خراج‌گیر کل کشور انتخاب شد. او در سال ۱۸۵۴ به سمت خزانه‌دار شخصی ناصرالدین‌شاه منصوب شد. فرخ‌خان در جریان نزاع ایران با انگلیس بر سر هرات، با دیپلمات‌های انگلیسی در پاریس مذاکره کرد و بعداً معاهده پاریس را در سال ۱۸۵۷ به امضا رساند که به جنگ پایان داد و ایران را ملزم به ترک هرات و چشم‌پوشی از همهٔ ادعاهای خود نسبت به افغانستان کرد. او همچنین با ایالات متحده روابط دیپلماتیک برقرار کرد، با کشورهای اروپایی تعامل داشت و با متقاعدسازی ناصرالدین‌شاه به اعزام ۴۲ دانشجو به اروپا، پیشرفت تحصیلی آن دوران را ارتقا بخشید.
فرخ‌خان در طول مأموریت دیپلماتیک دو ساله خود، به دبیرش حسین سرابی دستور داد تا او را در نوشتن خاطرات سفرهایش با عنوان مخزن‌الوقایع یاری کند. این سفرنامه که در ابتدا منتشر نشده بود، توجه شاه قاجار و دیگر اعضای دربار ایران را به خود جلب کرد و در نهایت برای مورخانی که سیاست بین‌المللی آن دوره را بررسی می‌کردند، حیاتی شد. محققان تعاملات فرخ‌خان با بزرگان غربی، از جمله ناپلئون سوم، لئوپولد یکم، پادشاه بلژیک، و ملکه ویکتوریا، همراه با روایت‌های دیپلماتیک دقیق او را دارای اهمیت بالایی می‌دانند.
فرخ‌خان در تهران، کاشان و جاهای دیگر در پروژه‌های ساختمانی مختلفی از جمله تیمچه امین‌الدوله در کاشان که «نمونه‌ای باشکوه از معماری ایرانی» توصیف شده است نقش داشت. وی در سال ۱۸۷۱ بر اثر سکته قلبی درگذشت و در حرم فاطمه معصومه در قم دفن شد.

## زندگانی

### در سلطنت فتحعلی شاه
ابوطالب غفاری در ابتدا از غلام بچگان خاص فتحعلی شاه بود. پس از آنکه از پیش خدمتان خاص شاه شد، فتحعلی شاه نام او را فرخ گذاشته و مدتی او را به نام فرخ بیک خطاب می‌کرد و پس از چندی فرخ خان شد. یکی از کارهای وی این بود که لباس‌های بسیار قشنگ در برمی‌کرد که کاملاً توجه حضار را جلب نماید.

### در سلطنت محمدشاه
وی در زمان محمدشاه قاجار (آبان ۱۲۱۳ تا شهریور ۱۲۲۷) پیش خدمت مخصوص و جزو عمله خلوت بود.
در سال ۱۲۵۲ قمری (۱۲۱۵ خورشیدی) برای رفع شورش مازندران به شهر ساری اعزام شد و پس از عزل حاکم مازندران، فضل‌علی‌خان قره‌باغی ملقب به بیگلربیگی، چند ماهی تا پس از ورود حاکم تازه به اداره امور حکومتی می‌پرداخت. در سال ۱۲۵۳ قمری (۱۲۱۶ خورشیدی) برای رفع شورش اصفهان به آن شهر که حاکم را در عمارت هفت دست محصور نموده بودن اعزام شد و پس از عزل حاکم اصفهان، خسروخان گرجی، چهار ماه تا پس از ورود حاکم تازه به اداره امور حکومتی اصفهان پرداخت و به تهران بازگشت. در سال ۱۲۵۶ قمری (۱۲۱۹ خورشیدی) به واسطه اهمال کاری‌های حاکم گیلان و وزیر وی به شهر رشت رفت تا ایشان به تهران اعزام و خود به اداره امور بپردازد. وی مدت هشت ماه در رشت باقی ماند تا اینکه حاکم گیلان با وزیر جدید دوباره به رشت آمدند.

### در سلطنت ناصرالدین شاه
وی در سلطنت ناصرالدین شاه ترقی زیادی نموده و از مقربین و محارم وی محسوب می‌گردید و متصدی مشاغل مختلف و مهمی بود.
در سال ۱۲۷۲ قمری (۱۲۳۴ خورشیدی و ۱۸۵۵ میلادی) از ناصرالدین شاه لقب امین‌الملک گرفت و از طرف میرزا آقاخان نوری با اختیارات تام جهت مذاکره و حل و فصل مناقشات بین ایران و انگلیس به اسلامبول فرستاده شد ولی لرد ردکلیف، سفیر انگلیس در اسلامبول، درخواست ملاقات وی را نپذیرفت. تا آنجا که قبول نمود کتباً اذعان نماید که از طرف دولت ایران موظف است رضایت دولت انگلیس را فراهم نموده و دولت ایران نیروهای مسلح خود را از هرات و افغانستان بازگردانده و به هیچ وجه در امور افغانستان دخالت ننموده و خسارات وارده به ارتش افغانستان از خزانه دولت ایران پرداخت شود. ولی پس از فتح هرات توسط حسام‌السلطنه (در ۷ صفر ۱۲۷۳ قمری برابر ۱۵ مهر ۱۲۳۵) به دستور ناصرالدین شاه تمام تعهدات داده شده را باطل اعلام نمود. و با یک کشتی جنگی فرانسوی عازم سواحل جنوبی فرانسه شد و در ۲۴ جمادی الاولی ۱۲۷۳ (۳۰ دی ۱۲۳۵) وارد پاریس گردید.
فتح هرات توسط دولت ایران موجب آغاز نبرد دوم بین ایران و انگلیس در ۳۰ ژانویه ۱۸۵۷ (۱۰ بهمن ۱۲۳۵) گردید. در پی آن میرزا آقاخان نوری طی حکمی به حسام‌السلطنه نوشت که هرات را تخلیه نموده و به مشهد بازگردد تا انگلیس دست از حمله و جنگ در بنادر خلیج فارس بردارد.
سرانجام با وساطت ناپلئون سوم در ۴ مارس ۱۸۵۷ (۸ رجب ۱۲۷۳ و ۱۳ اسفند ۱۲۳۵) معاهده پاریس (۱۸۵۷) طی مذاکرات فرخ خان امین الملک با لرد کولی در ۱۵ ماده بسته شد.
میرزا فرخ خان پس از سفر سه ساله خود به ایران بازگشت و به لقب امین‌الدوله نائل آمد. وی مدتی وزیر دربار ناصری بود و مدتی هم به حکومت خوانسار و نطنز رسید.
او در ۵۹ سالگی در سال ۱۲۸۸ قمری (یا ۱۲۹۰ قمری) در تهران درگذشت و در یک مقبرهٔ خصوصی در قسمت غربی صحن عتیق در حرم  معصومه واقع در قم دفن شد.

## سفرنامه
وی در مدت اقامت خود در اروپا سفرنامه ای نوشت که به خاطر ثبت مذاکرات سیاسی با افرادی نظیر ناپلئون سوم، هوسمان، لئوپولد بلژیک، و شاهزاده ویکتوریای انگلیس توجه مورخان را جلب کرد. سفرنامه وی یکی از منابع مهم در شکل‌گیری تجربه ای بومی از مدرنیته در ایران شناخته شده است.

## خانواده
فرخ خان پنج پسر و یک دختر داشت، به شرح زیر:
1. محمدحسن خان (بلا اولاد)
2. محمدابراهیم غفاری، ملقب به معاون‌الدوله
3. مهدی خان وزیرهمایون
4. نصرالله خان (بلا اولاد)
5. محمدحسین خان، فقط یک دختر داشت به نام خورشیدلقا خانم که با انتظام‌السلطنه ازدواج کرد و صاحب دو پسر به نام‌های عبدالله انتظام و نصرالله انتظام شد.
6. فاطمه سلطان خانم، عیال پسرعمویش میرزا محمدخان اقبال‌الدوله غفاری

## آثار
- تیمچه امین‌الدوله [در بازار کاشان[۱۱]
- مسجد امین‌الدوله تهران در خیابان مصطفی خمینی، کوچه برادران نیری[۱۳]

## نگارخانه

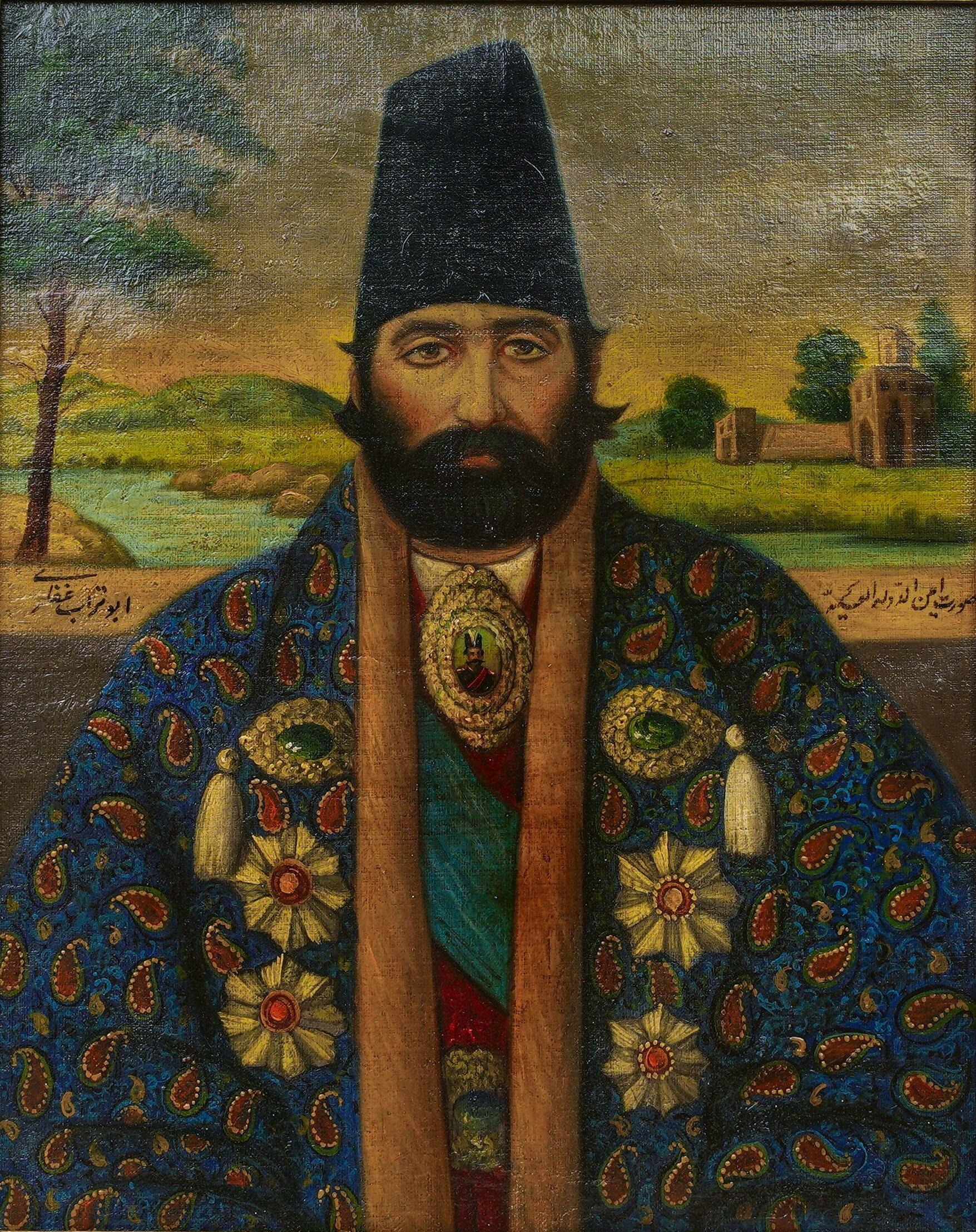
پرتره امین‌الدوله ابوتراب غفاری برادر کمال‌الملک قرن نوزدهم قاجار، طول ۶۴ و عرض ۵۳ سانتی‌متر
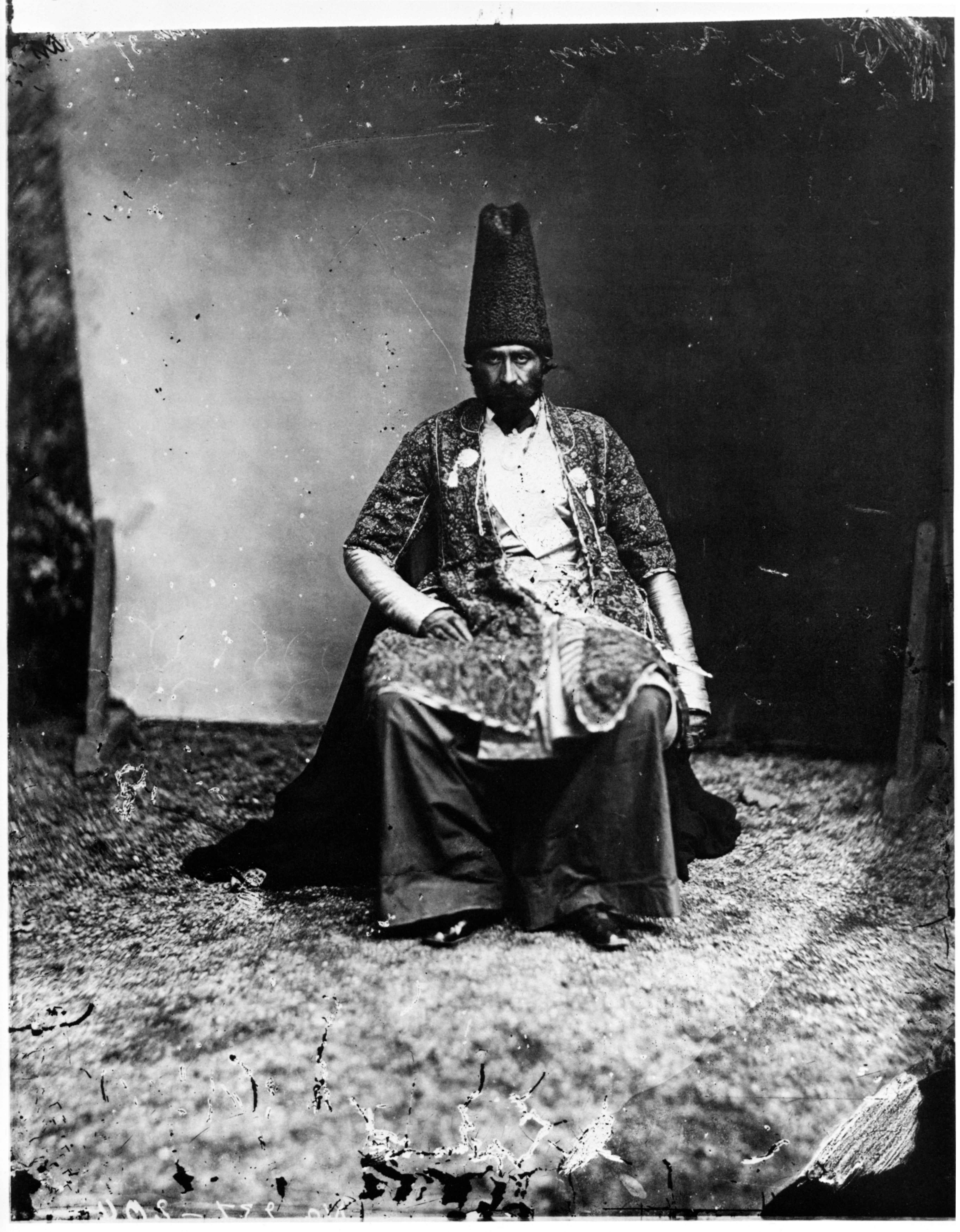
فرخ خان امین‌الدوله معاون نخست وزیر دربار مظفرالدین شاه قاجار و سفیر ایران نزد امپراتور فرانسه، ناپلئون سوم و ملکه ویکتوریا، توسط فِلیکس نادار
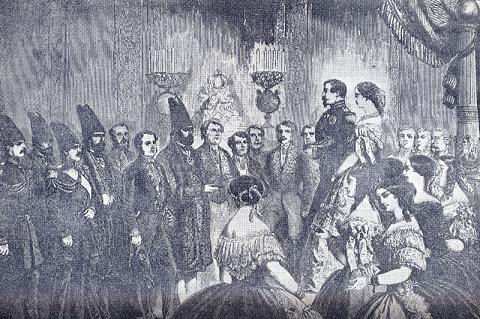
امین‌الدوله به عنوان ریاست فرستاده ایران در دربار ناپلئون سوم. عکس اسکن شده از کپی سند اصلی از کتابخانه Weidener دانشگاه هاروارد
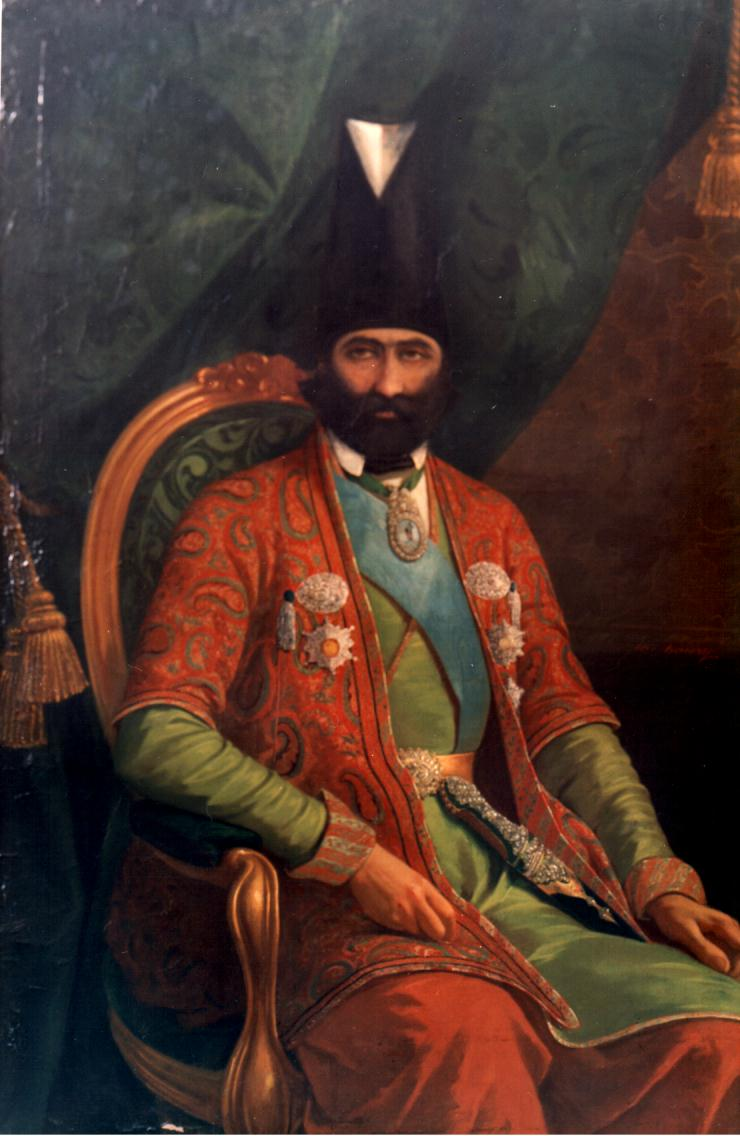
ابوطالب غفاری ملقب به امین‌الدوله، سفیر ناصرالدین شاه قاجار در دربار ناپلئون سوم، توسط ابوالحسن ثالث
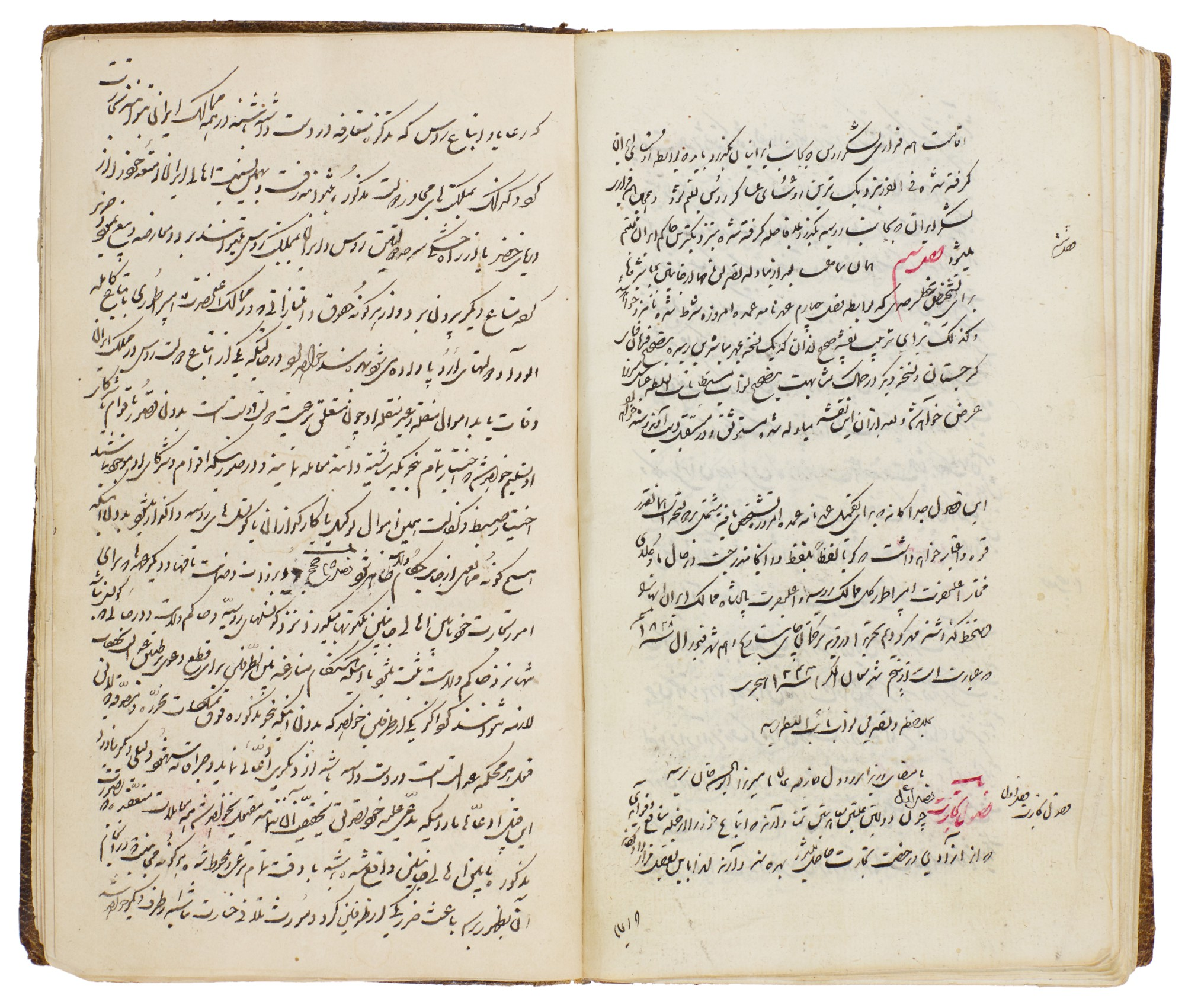
مجموعه ای از خلاصه معاهدات منعقده بین ایران و انگلیس، فرانسه و روسیه، تهیه شده برای فرخ خان غفاری، اواسط قرن نوزدهم.
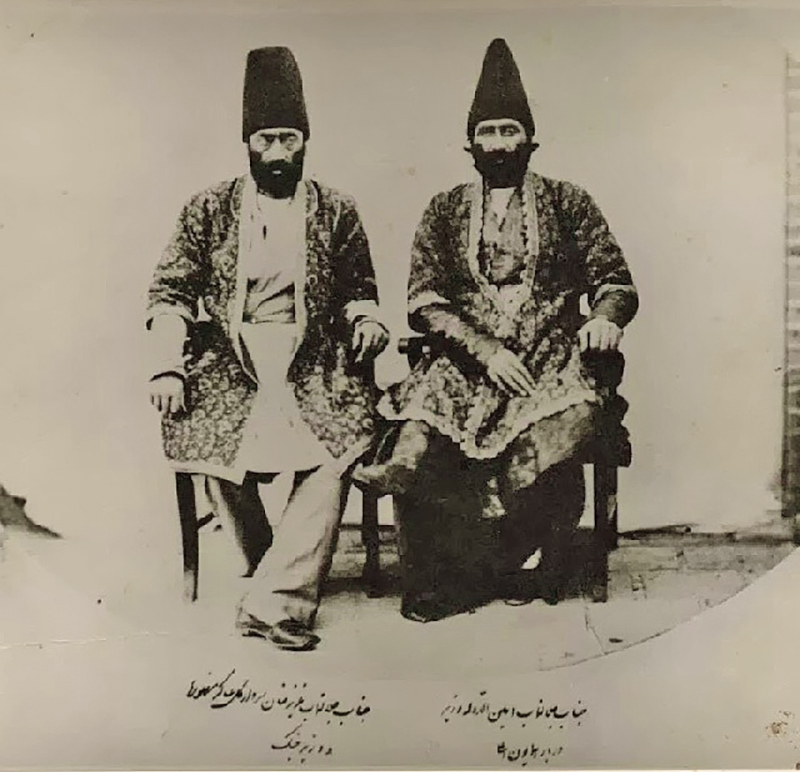
تصویری مربوط به رجال سیاسی دوره ناصرالدین شاه، عزیزخان مکری وزیر جنگ و فرخ خان غفاری
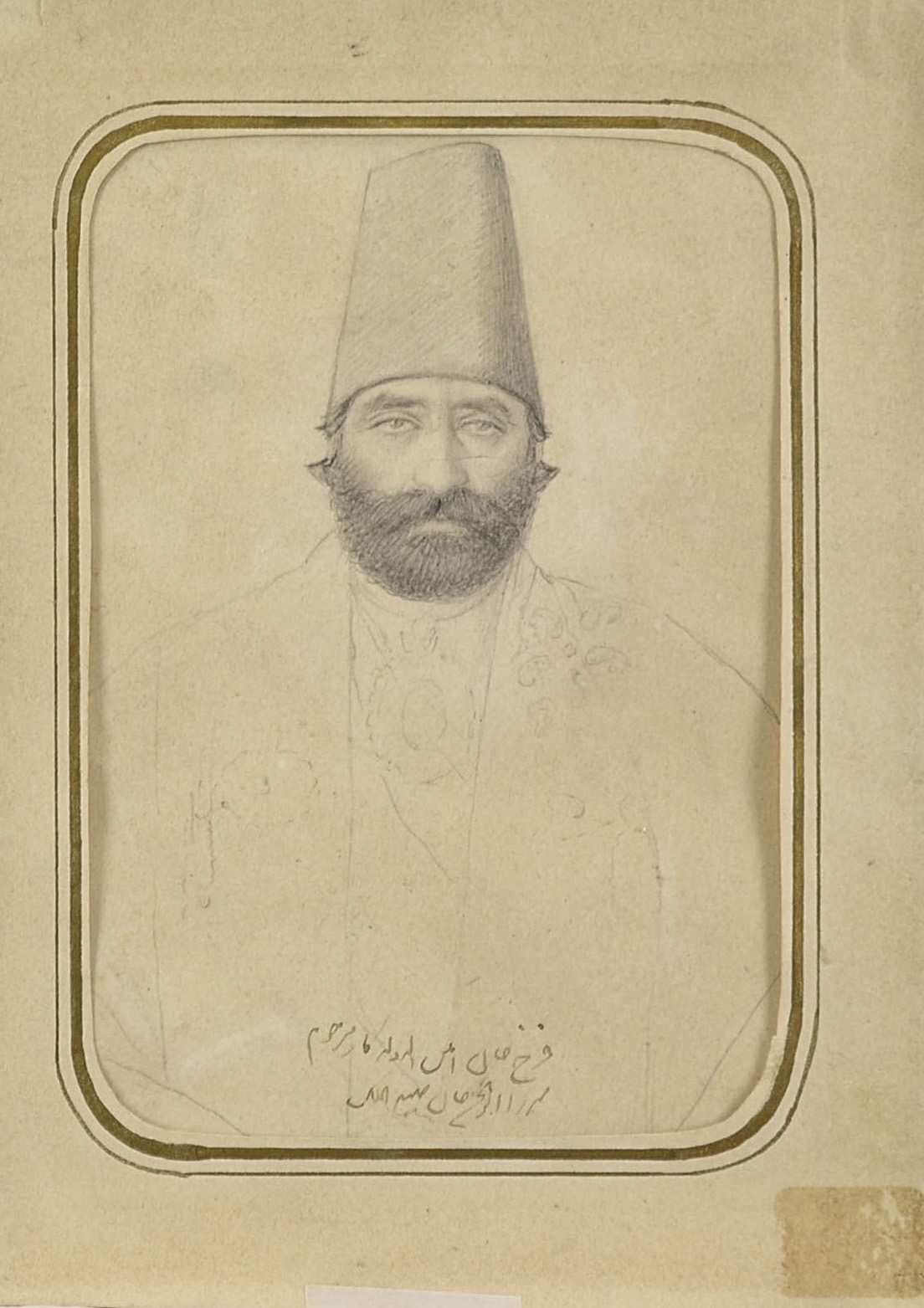
پرتره فرخ خان توسط صنیع‌الملک
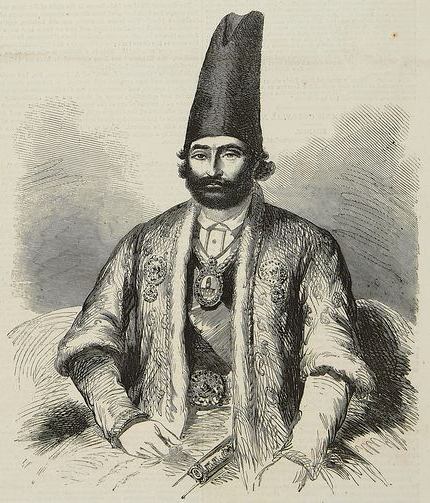
تصویر فرخ خان در هفته نامه «اخبار مصور لندن»، ۱۸۵۷
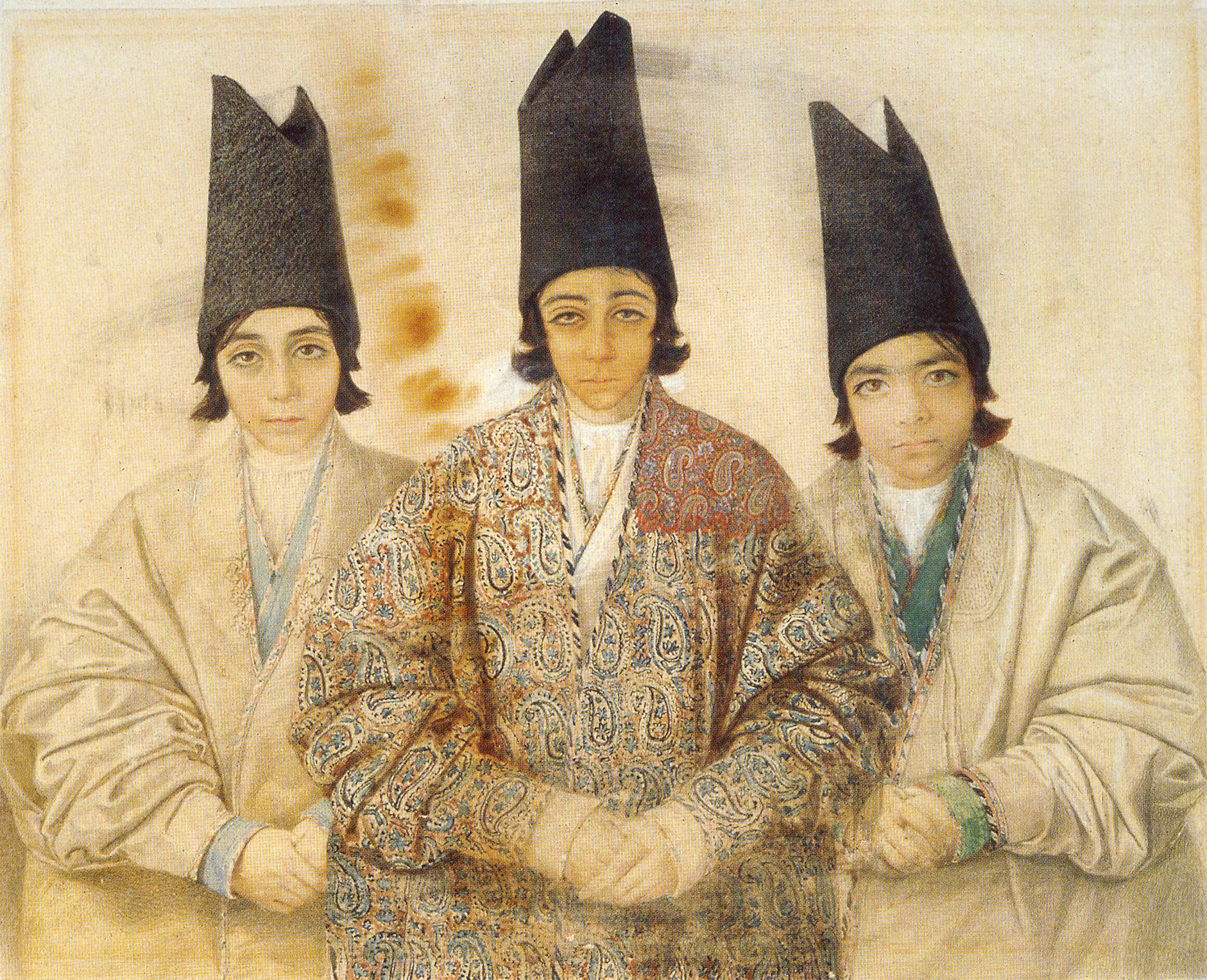
پسران فرخ خان امین‌الدوله، از راست به چپ: محمدحسین خان، نصرالله خان و محمدحسن خان